# Leptotes babaulti
Leptotes babaulti är en fjärilsart som beskrevs av Henry Stempffer 1936. Leptotes babaulti ingår i släktet Leptotes och familjen juvelvingar. Inga underarter finns listade i Catalogue of Life.